# Edward Klabiński
Edward Klabiński (französisch Édouard Klabinski; * 7. August 1920 in Herne; † 4. März 1997 in Halluin) war ein französischer Radrennfahrer.
1945 fuhr er in der Klasse der Unabhängigen. Klabiński war Profi von 1946 bis 1953. Danach startete er wieder bis 1958 als Unabhängiger. Zu den bedeutendsten Erfolgen seiner Laufbahn gehört der Gesamtsieg beim Etappenrennen Critérium du Dauphiné Libéré im Jahr 1947 und der Gewinn des Halbklassikers Grand Prix de Fourmies 1950. Bei der Internationalen Friedensfahrt 1954 fuhr er in der Mannschaft der in „Frankreich lebenden Polen“. Er hatte sich auf einen Rat seines Bruders Władysław reamateurisieren lassen, um an der Friedensfahrt teilnehmen zu können.
Edward Klabiński war der ältere Bruder von Bronisław und Władysław, die ebenfalls Radrennfahrer waren.

## Erfolge
1947
- Gesamtwertung Critérium du Dauphiné Libéré
- Charleroi–Chaudfontaine

1948
- Lille–Calais–Lille

1949
- Lille–Calais–Lille

1950
- eine Etappe Circuit de l’Ouest
- GP de Fourmies

1954
- eine Etappe Friedensfahrt

1955
- Tourcoing–Bethune–Tourcoing
- Grand Prix d’Orchies

1956
- eine Etappe Tour de Champagne
- Grand Prix d’Orchies

1958
- Roubaix-–Cassel–Roubaix